# حسن فرفره
حسن فرفره فیلمی به کارگردانی رضا صفایی و نویسندگی منوچهر کی مرام محصول سال ۱۳۴۹ است.

## خلاصه داستان
حسن یکبار مرد متمولی را از مهلکه‌ای می‌رهاند و از آن پس در کنار او باقی می‌ماند و اشخاصی را که به لحاظی از در دوستی درآمده‌اند، شناسایی کرده و غالباً آن‌ها را که با قصد فریب وارد خانواده می‌شوند، رسوا می‌کند، او آخرین بار در توطئه‌ای که بدخواهان برای مرد متمول می‌چینند، طی سلسله عملیاتی بدکاران را گرفتار و خود با دختر مرد متمول ازدواج می‌کند…

## بازیگران
- منوچهر وثوق
- فریبا خاتمی
- علی میری
- سعید کامیار
- منصور متین
- نوشین
- سیمین علی‌زاده
- نرسی کرکیا
- محسن آراسته
- محمدتقی کهنمویی
- مینا کهنمویی
- ناتاشا